# Бердетт, Питер Перез
Питер Перез Бердетт (англ. Peter Perez Burdett, ~1734 — 9 сентября 1793 года) — картограф, художник, геодезист и чертёжник XVIII века родом из Иствуда, где он унаследовал небольшое поместье и имя Perez, так как его дед с материнской стороны был там священником. Известен как частым участием в картинах Джозефа Райта, так и участием в 1769 году в разработке пути канала Лидса и Ливерпуля (Leeds and Liverpool Canal). Его описывали как «расположенного если не в центре, то в полусвете сообщества Lunar Society of Birmingham». Последние свои годы жил в Карлсруэ, избегая кредиторов.

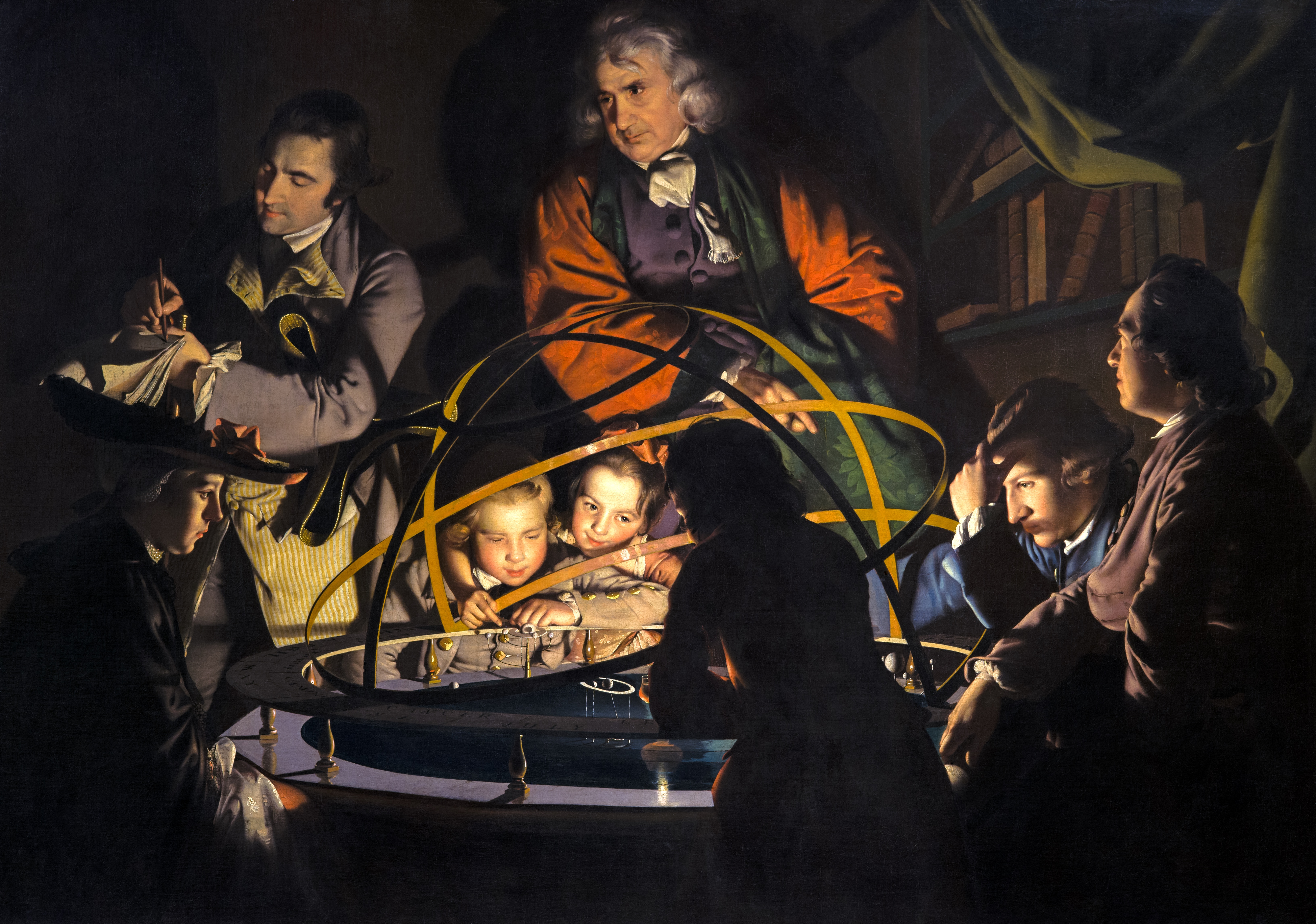
«Философ, объясняющий модель Солнечной системы» (из коллекции Музея и художественной галереи Дерби)

Бердетт позировал для картин Райта, в то же время объясняя ему некоторые особенности перспективы. Первая их встреча произошла в начале 1760-х годов.
В 1766 году Райт нарисовал свою картину «Философ, объясняющий модель Солнечной системы». На ней изображена публичная лекция о солнечной системе; свет на лицах показывает фазы луны. Крайняя слева фигура на этой картине — Бердетт; справа расположена фигура Вашингтона Ширли.
В 1767 году Бердетт сделал карту Дерби в масштабе 1 дюйм:1 миля. С этой картой он стал вторым успешным претендентом в соревновании 1759 года, проводимом Художественным сообществом (Society of Art) среди авторов карт в таком масштабе. Кроме того, он сделал акватинту Two Boys Blowing a Bladder by Candle-light («два мальчика надувают мочевой пузырь при свете свечи»).

Питер и его первая жена Ханна

В 1768 году Бердетт переехал из Дерби в Ливерпуль для создания карты Ланкашира. Он находит новых покровителей и ассистирует Джорджу Перри в создании карты и истории Ливерпуля. Бердетт создаёт зарисовки и пишет описания важных зданий для истории Перри в 1773 году.

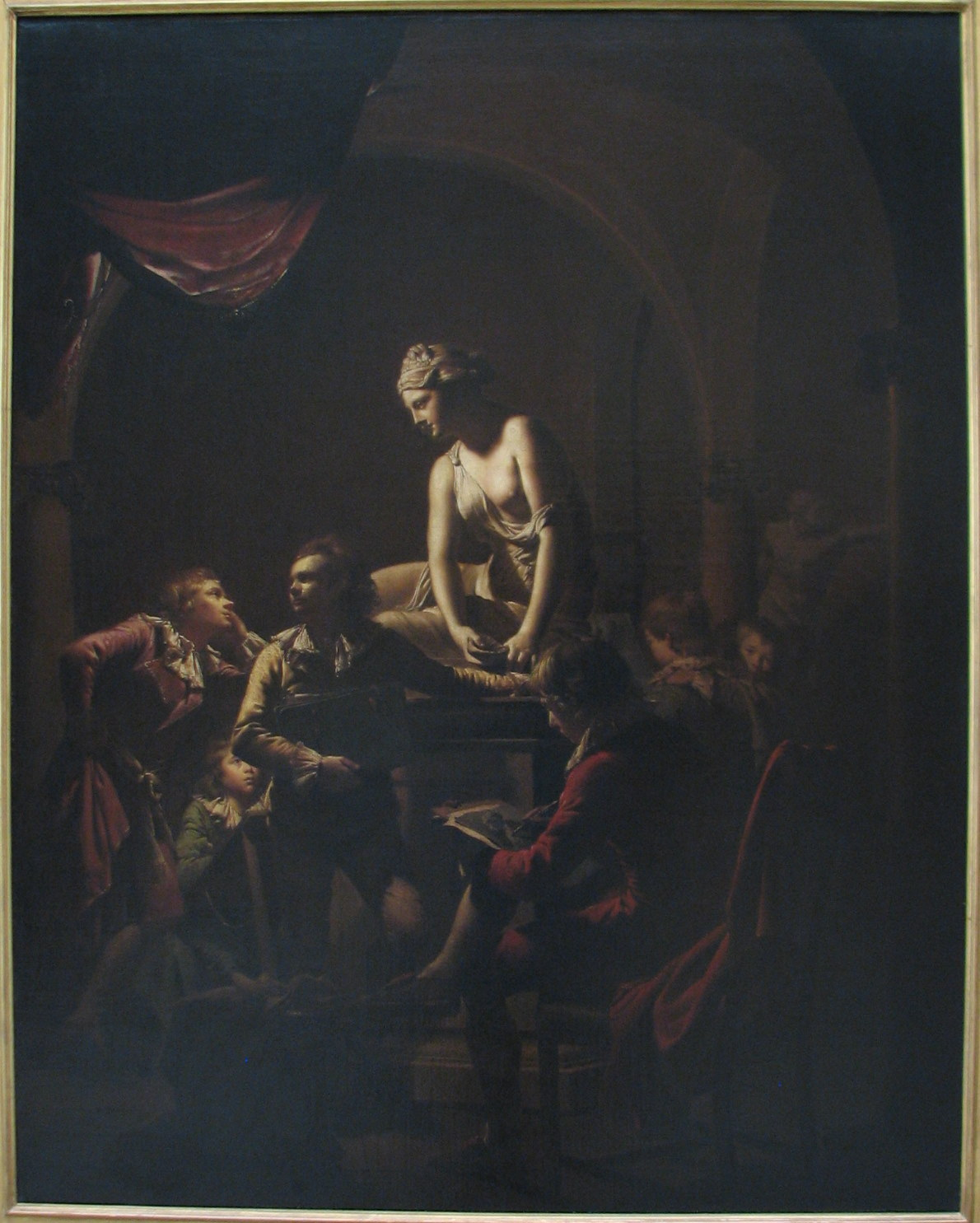
Academy by Lamplight

Переезд оказался столь успешен, что Бердетт позвал за собой Райта. В 1769 Бердетт основывает Сообщество художников (Society of Artists) и становится его первым президентом. Вероятно, ещё одна картина Райта, Academy by Lamplight, посвящена именно этой академии.

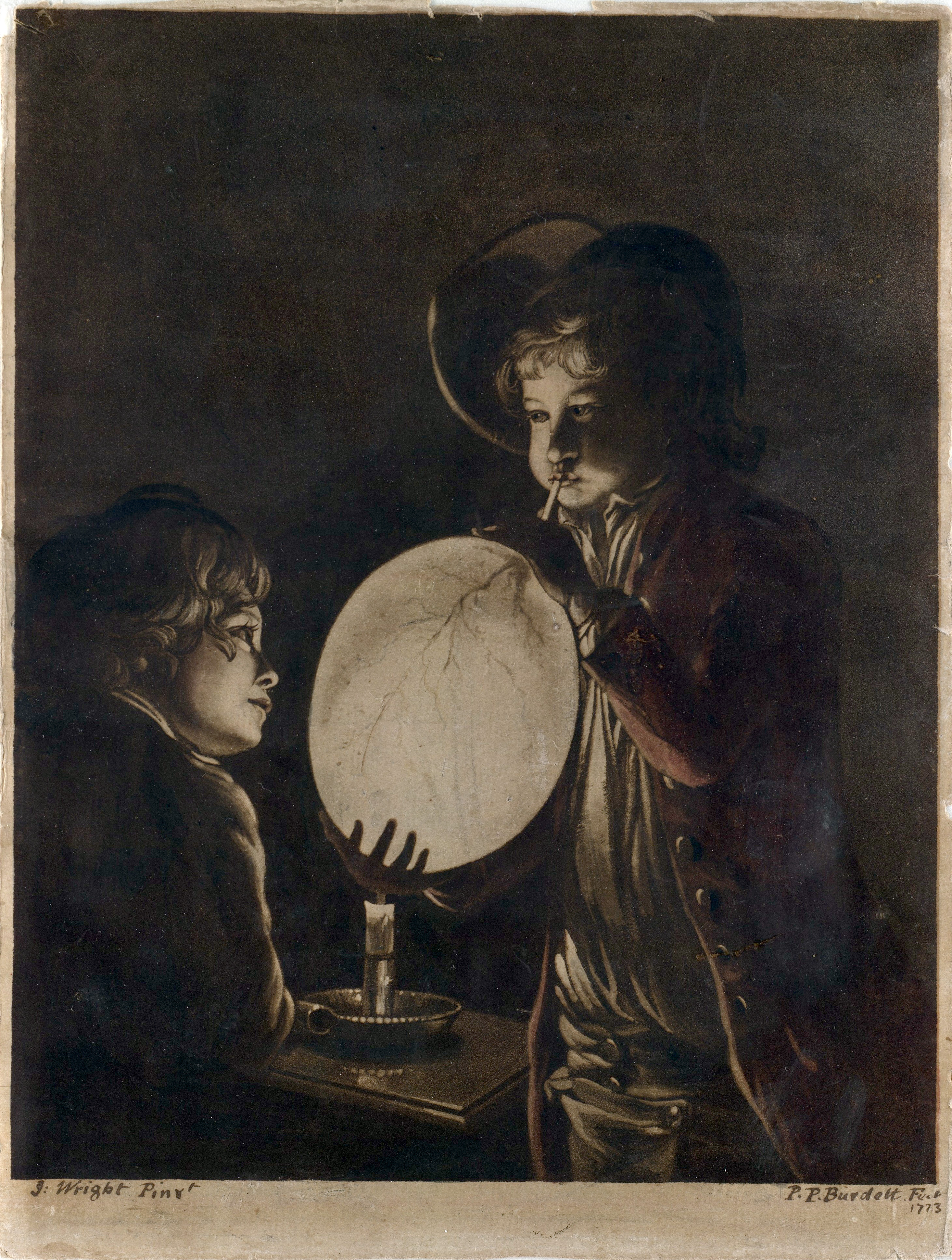
Two Boys Blowing a Bladder by Candle-light

Вероятно, Бердетт был первым британским акватинтистом; выставка его акватинт прошла в 1772 году, в рамках Society of Arts Exhibition; он выставил An Etching in imitation of a Wash Drawing и An Etching from a design of Mr. Mortimer. Он использовал новую технику, отличающуюся от ранних методов, разработанных во Франции. Он научился им от J.B. Le Prince of Paris.
В 1773 году была выставлена пластина под названием The effect of a stained drawing attempted by printing from a plate wrought chemically, without the use of any instrument of sculpture. Существуют три сохранившиеся картины, авторство Бердетта в которых известно: Banditti Terrifying Fishermen (1771 год), Skeleton on a Rocky Shore и Two Boys Blowing a Bladder by Candle-light. В библиотеке Ливерпуля хранится копия последней из них, с подписью на обратной стороне «First Speciman of aquatinta invented in Liverpool by P.P. Burdett, 1774, assisted by Mr. S. Chubbard.» («Первый образец акватинты, сделанный в Ливерпуле П. П. Бердеттом, 1774 год, при содействии мистера С. Чаббарда»).
Бенджамин Франклин 21 августа 1773 года написал Бердетту: «I should be glad to be inform’d where I can see some example of the new Art you mention of printing in Imitation of Paintings. It must be a most valuable Discovery: but more likely to meet with adequate Encouragement on this side the water than on ours.» («Я был бы рад получить известие, что я смогу увидеть образчик новго искусства, печати в подражание живописи. Это должно быть весьма ценное открытие; более верно было бы встретиться на должном уровне по нашу сторону воды, нежели по вашу»).
В 1771 году Бердетт сделал 'A Chart for the Harbour of Liverpool’ and in 1772 Survey of the County Palatine of Chester .
В 1774 году он покинул Ливерпуль, чтобы избежать выплаты долга.При этом он забрал с собой картину с изображением себя и своей жены, но оставил жену лицом к лицу с кредиторами. Картина с изображением Бердетта и его жены сейчас хранится в Национальной галерее в Праге. С момента отъезда из Ливерпуля картина была в Великобритании на выставках дважды.
В 1774 году Джозеф Райт навещал его в южной Германии. Бердетт женился здесь на Фредерике Котковски (Friederike Kotkowski) 11 июля 1787 года; у них родилась дочь Анна. В том же году он нарисовал план для рыночной площади Карлсруэ, которые лежат в основе современных строений.
Бердетт умер в Карлсруэ 9 сентября 1793 года.